# Seleção Mexicana de Rugby Union
A Seleção Mexicana de Rugby Union é a equipe que representa o México em competições internacionais de Rugby Union.

## História
Em 29 de Março de 2008, as "Serpientes" jogaram seu primeiro jogo de qualificação para a Copa do Mundo de Rugby Union de 2011 na Zona Nawira (Do inglês "Associação de Rugby da América do Norte e do Caribe) Contra São Vicente e Granadinas. A equipe mexicana venceu pelo placar de 47-7 no Estádio Nacional Arnos Vale, mas caiu frente ao Barbados na segunda fase pelo placar de 21 a 20.
Como a cidade mexicana de Guadalajara irá sediar os Jogos Pan-americanos de 2011, a seleção possui vaga garantida na modalidade rugby sevens, versão reduzida do rugby union que fará sua estreia na edição de 2011.

## Confrontos
Registro de confrontos contra outras seleções
| Adversário               | Jogos | Vitórias | Empates | Derrotas | Pontos feitos | Pontos sofridos | Aproveitamento (%) |
| ------------------------ | ----- | -------- | ------- | -------- | ------------- | --------------- | ------------------ |
| Bahamas                  | 1     | 0        | 0       | 1        | 17            | 23              | 0%                 |
| Barbados                 | 1     | 0        | 0       | 1        | 20            | 21              | 0%                 |
| Ilhas Caimã              | 2     | 1        | 0       | 1        | 27            | 26              | 50%                |
| Colômbia                 | 1     | 0        | 1       | 0        | 10            | 10              | 50%                |
| Costa Rica               | 1     | 1        | 0       | 0        | 23            | 6               | 100%               |
| São Vicente e Granadinas | 1     | 1        | 0       | 0        | 47            | 7               | 100%               |
| Total                    | 7     | 3        | 1       | 3        | 144           | 93              | 42.8%              |